# Atari Anthology
Atari Anthology är titeln på en samling datorspel utgivna av datorspelsföretaget Atari. Samlingen släpptes 2003 och innehöll 80 stycken Atari-datorspel. Spelsamlingen utgavs först till Microsoft Windows, men släpptes även till Playstation 2 och Xbox år 2004. Atari Anthology innehöll både arkadspel och spel från Atari 2600. Windows-versionen innehöll några fler extramaterial än vad konsolversionerna innehöll. Windows-versionen innehöll till exempel intervjuer med utvecklarna av spelen. I Windows-versionen fanns det olika lägen som spelaren kunde låsa upp, vilket gör så att spelets gameplay ändras.

## Arkadspel
- Asteroids
- Asteroids Deluxe
- Battlezone
- Black Widow
- Centipede
- Crystal Castles
- Gravitar
- Liberator
- Lunar Lander
- Major Havoc
- Millipede
- Missile Command
- Pong
- Red Baron
- Space Duel
- Breakout
- Tempest
- Warlords

## Atari 2600-spel
- 3D Tic-Tac-Toe
- A Game of Concentration (Windows)
- Adventure
- Air-Sea Battle
- Asteroids
- Atari Video Cube (PS2 och Xbox)
- Backgammon (PS2 och Xbox)
- BASIC Programming (Windows)
- Battlezone
- Blackjack
- Bowling
- Breakout
- Canyon Bomber
- Casino
- Centipede
- Circus Atari
- Codebreaker (Windows)
- Combat
- Crystal Castles
- Demons to Diamonds
- Desert Falcon
- Dodge 'Em
- Double Dunk
- Flag Capture
- Football
- Fun With Numbers
- Golf
- Gravitar
- Hangman (PS2 och Xbox)
- Haunted House
- Home Run
- Human Cannonball
- Math Grand Prix
- Maze Craze
- Millipede
- Miniature Golf
- Missile Command
- Night Driver
- Off the Wall
- Outlaw
- Quadrun
- Radar Lock
- Realsports Baseball
- Realsports Football
- Realsports Tennis
- Realsports Volleyball
- Sky Diver
- Slot Machine
- Slot Racers
- Space War
- Sprintmaster
- Star Raiders
- Star Ship
- Steeplechase
- Stellar Track
- Street Racer
- Submarine Commander
- Super Baseball
- Super Breakout
- Super Football
- Surround
- Swordquest: Earthworld
- Swordquest: Fireworld
- Swordquest: Waterworld
- Video Checkers
- Video Chess
- Video Olympics
- Video Pinball
- Yars' Revenge